# Johann Bartholomäus Reusner
Johann Bartholomäus Reusner (auch Reußner; * 17. Mai 1613 in Wittenberg; † 9. Mai 1660 in Dresden) war ein deutscher Jurist und Oberkonsistorialrat in Dresden.

## Leben
Geboren als Sohn des Bartholomäus Reusner und seiner Frau Catarina, der Tochter des Johann Zanger der Jüngere und seiner Frau Catarina Greitzer, stammte er von einem angesehenen Gelehrtengeschlecht ab. Nach einem dreiviertel Jahr verstarb seine Mutter und sein Vater übernahm daher die Erziehung des Sohnes, bis er in dessen 15. Lebensjahr starb. Nach dem Besuch der Wittenberger Stadtschule, nahm er ein Studium an der Universität Wittenberg auf und wechselte an die Universität Jena. Sein bedeutendster Lehrer in Jena war Erasmus Ungebauer (1582–1659) und in Wittenberg sein Vetter Jeremias Reusner.
Schließlich konnte er selbst Vorlesungen halten und Disputationen leiten, fand Aufnahme in die juristische Fakultät der Wittenberger Hochschule, wo er sich am 22. September 1642 des Lizentiat der Rechtswissenschaft erwarb. Er wurde am 14. November als Assessor der juristischen Fakultät und am 27. November desselben Jahres promovierte er zum Doktor der Rechte. Reusner ließ sich im Folgejahr als Rechtsanwalt in Wittenberg nieder und hat während dieser Zeit manch schwierigen Fall bewältigt, so dass man auch außerhalb von Wittenberg auf ihn aufmerksam wurde.
So ließ ihn 1655 der Kurfürst Johann Georg I. von Sachsen als Oberkonsistorialrat nach Dresden berufen. Während des Dreißigjährigen Krieges verlor er seinen Besitz. So musste er während dieser Zeit viele Widerwärtigkeiten ertragen, die sich auf seine Gesundheit auswirkten. Er bekam die Schwindsucht, verbunden mit Bluthusten und in der Folge litten seine Eingeweide, so dass er von den Leiden durch seinen Tod erlöst wurde.

## Familie
Reusner stammte aus einer adligen Familie in Schlesien, die ihren Ursprung im ungarischen Siebenbürgen hat. Von dort hat sich ein Teil nach Löwenberg in Schlesien begeben, wo sie Sickwitz, Rackwitz und andere Güter erwarben. Im 15. Jahrhundert begaben sich vier Brüder, Michael Reusner, Melchior Reusner, Franziskus Reusner und Matthias Reusner ins Kloster von Breslau, der fünfte Simon Reusner setzte den Stamm als einziger fort. Von ihm stammte der Sohn Jacob Reusner, dem Nicolaus Reusner, dann Bartholomäus Reuner und wieder Bartholomäus Reusner der Stadtphysikus und Großvater von Johann Bartholomäus Reusner folgte. Er selbst war zwei Mal verheiratet. Die erste Ehe schloss er am 4. September 1643 mit Dorothea († 29. Mai 1657 in Dresden), der Tochter des Oberkonsistorialrates Leonhard Köppel. Aus der 13-jährigen Ehe gingen ein Sohn und fünf Töchter hervor. Seine zweite Ehe schloss er am 18. April 1658 mit Anna Catharina, der Tochter des sächsischen Leibarztes Georg Beltzer. Die zweijährige Ehe blieb kinderlos.
Von den Kindern sind bekannt:
- Leonhard Bartholomäus Reusner
- Rosina Dorothea Reusner
- Sophia Christina Reusner
- Catharina Sibylla Reusner
- Johanna Charitas Reusner
- Helena Gertraud Reusner